# انتخابات فدرال آلمان (۲۰۲۱)
انتخابات فدرال آلمان (آلمانی: Bundestagswahl 2021) بیستمین دوره انتخابات مجلس فدرال (بوندستاگ) آلمان است در روز ۲۶ سپتامبر ۲۰۲۱ برگزار شد.. در همان روز انتخابات ایالتی تورینگن و مکلنبورگ فورپومرن به همراه انتخابات سنای شهر-ایالت برلین نیز برگزار می‌شود.
آنگلا مرکل صدراعظم فعلی در این انتخابات شرکت نکرده و این پایان دوره ۱۶ساله صدراعظمی وی است. این اولین بار در تاریخ پس از جنگ است که صدراعظم فعلی به دنبال انتخاب مجدد نیست.
براساس نتایج انتخابات در رقابت شش حزب مطرح آلمان برای کسب ۷۳۵ کرسی پارلمان این کشور حزب سوسیال دموکرات آلمان با کسب ۸۸/۷ درصد آراء و تصاحب ۲۰۶ کرسی، اکثریت نسبی را به دست آورد و حزب اتحادیه دموکرات مسیحی آلمان با ۱۵۱ کرسی و سبزها با ۱۱۸ کرسی در رتبه‌های بعدی قرار گرفتند.

## پیشینه
انتخابات پیشین فدرال آلمان در روز ۲۴ سپتامبر ۲۰۱۷ برای انتخاب اعضای نوزدهمین مجلس فدرال (بوندستاگ) برگزار شد.
بر پایهٔ نظرسنجی‌هایی که پس از انتخابات فدرال ۲۰۱۳ در آلمان انجام گرفته، ائتلاف اتحادیه دموکرات مسیحی و اتحادیه سوسیال مسیحی (CDU/CSU) به رهبری آنگلا مرکل با اختلاف دورقمی از حزب سوسیال دموکرات (SPD)جلوتر بود. البته فاصله این دو حزب در برهه زمانی کوتاهی در اوایل سال ۲۰۱۷ که مارتین شولتس به رهبری حزب سوسیال دموکرات برگزیده شده بود کمتر شده بود. حزب اتحادیه دموکرات مسیحی به رهبری آنگلا مرکل بیشترین کرسی‌ها را از آن خود کرد. حزب سوسیال دموکرات که عضو دولت ائتلافی قبلی بود بدترین نتایج تاریخ خود را کسب کرد. این در حالی‌ست که حزب راستگرای آلترناتیو برای آلمان توانست برای اولین بار وارد پارلمان آلمان، بوندستاگ شود.
با توجه به ریزش شدید آرای حزب سوسیال دموکرات در انتخابات سال ۲۰۱۷، رهبر این حزب اعلام کرد که برای بازسازی پایگاه مردمی حزب، پس از ۴ سال شرکت در دولت ائتلافی، حزب خود را از آن بیرون خواهد آورد. در حالی که حزب اتحادیه متعهد شده بود که با حزب آلترناتیو در تشکیل دولت ائتلافی همکاری نکند، تنها راه باقی‌مانده برای دولت، تشکیل دولت ائتلافی متشکل از حزب اتحادیه، حزب دموکرات آزاد و حزب سبز بود که به دلیل رنگ‌های حزبی به ائتلاف جامائیکا مشهور بود. گفتگوهای فشرده بین طرفین شش هفته به طول انجامید و سرانجام حزب دموکرات آزاد اعلام کرد که به دلیل مخالفت‌های اساسی با سایر احزاب در مورد مسائلی همچون انرژی و مهاجرت، مذاکرات شرکت در ائتلاف را ترک می‌کند. بعد از شکست مذاکرات، آنگلا مرکل با رئیس‌جمهور آلمان فرانک والتر اشتاین‌مایر دیدار و رایزنی کرد. اشتاین‌مایر از همه احزاب خواست که برای تشکیل دولت و جلوگیری از لزوم برگزاری انتخابات مجدد تلاش کنند. متعاقب آن، مارتین شولتس رهبر حزب سوسیال دموکرات برای ورود به گفتگوهای تشکیل دولت ائتلافی اعلام آمادگی کرد. کادر رهبری حزب سوسیال دموکرات در روز ۱۵ دسامبر ۲۰۱۷ ورود حزب به گفتگوهای ائتلاف را تأیید کرد و اکثریت نمایندگان در کنگره حزبی در ژانویه ۲۰۱۸ با ورود به گفتگوهای دولت ائتلافی موافقت کردند. توافقنامه نهایی تشکیل دولت ائتلافی در روز ۷ فوریه ۲۰۱۸ توسط حزب سوسیال دموکرات و حزب اتحادیه تأیید شد ولی حزب سوسیال دموکرات آن را به موافقت اکثریت اعضای حزب خود مشروط کرد. تعداد ۴۶۳٬۷۲۳ عضو حزب سوسیال دموکرات از روز ۲۰ فوریه تا ۲ مارس در رای‌گیری درون‌حزبی برای تأیید یا رد دولت ائتلافی شرکت کردند. نتیجه انتخابات درون‌حزبی در روز ۴ مارس اعلام شد که در آن ۶۶/۰۲٪ آرای معتبر، شراکت دوباره حزب در دولت ائتلافی را تأیید کردند. آنگلا مرکل در روز ۱۴ مارس در بوندستاگ با ۳۶۴ رای موافق، ۳۱۵ رای مخالفت و ۹ رای ممتنع به‌عنوان صدراعظم آلمان برای دوره چهارساله دیگری انتخاب شد که ۹ رای بیشتر از ۳۵۵ رای مورد نیاز برای تشکیل دولت بود و به این ترتیب رسماً چهارمین دولت خود را آغاز کرد.

### تغییرات در کادر رهبری حزب دموکرات مسیحی و بی‌ثباتی سیاسی
دولت جدید مرکل بعد از انتخابات سال ۲۰۱۷ در مواردی دچار بی‌ثباتی شد. اتحاد دیرینه احزاب دموکرات مسیحی و سوسیال مسیحی بایرن با سیاست‌های دولت مرکل در مورد بحران پناهجویان متزلزل شده بود. هورست زیهوفر بعنوان وزیر کشور و رهبر اتحادیه سوسیال مسیحی بایرن تهدید کرد که مرزهای آلمان را به روی پناهجویانی که خود را در یکی دیگر از کشورهای عضو اتحادیه اروپا ثبت‌نام کرده‌اند خواهد بست و با این اظهارنظر، مرکل را به چالش کشید. این شکاف که در صورت ادامه می‌توانست به سقوط دولت منجر شود، بعد از دیدار رهبران اتحادیه اروپا و اتخاذ تدابیر جدید در مورد پناهندگان تا حدی ترمیم شد. در کنفرانس حزبی ژانویه ۲۰۱۹ زیهوفر از رهبری اتحادیه سوسیال مسیحی کنار رفت، با این حال مقام خود را به‌عنوان وزیر کشور آلمان حفظ کرد.
بعد از کسب نتایج ضعیف اتحادیه سوسیال مسیحی در انتخابات ایالتی بایرن و اتحادیه دموکرات مسیحی در انتخابات ایالتی هسن، مرکل در نشست حزبی دسامبر ۲۰۱۸ اعلام کرد که از رهبری حزب اتحادیه دموکرات مسیحی کناره‌گیری خواهد کرد و در انتخابات بعدی در سال ۲۰۲۱ نامزد پست صدارت عظمی نخواهد شد. در انتخابات رهبری حزب اتحادیه، آنه‌گرت کرامپ کارنباوئر که نامزد مورد حمایت آنگلا مرکل بود، توانست رقبای محافظه‌کار خود را به سختی شکست داده و به مقام رهبری حزب اتحادیه دموکرات مسیحی برسد. با این حال کارن‌بائور در متحد ساختن جناح‌های لیبرال و محافظه‌کار حزب موفقیتی به دست نیاورد و در فوریه ۲۰۲۰ اعلام کرد که از رهبری اتحادیه دموکرات مسیحی کناره‌گیری می‌کند و در انتخابات فدرال ۲۰۲۱ نیز نامزد نمی‌شود. کنوانسیون حزبی برای تعیین رهبر جدید حزب برای آوریل ۲۰۲۰ برنامه‌ریزی شد اما به دلیل همه‌گیری کرونا بارها به تعویق افتاد. این انتخابات سرانجام در ژانویه ۲۰۲۱ به‌صورت آنلاین برگزار شد و در آن، آرمین لاشت وزیر اول ایالت نوردراین وستفالن با ۵۲/۸٪ آرای نمایندگان حزبی توانست رقیب خود فریدریش مرتس را شکست دهد و به رهبری اتحادیه دموکرات مسیحی برسد.
حزب سوسیال دموکرات که شریک دولت ائتلافی بود هم دچار بحران رهبری شده بود. بعد از انتخابات ۲۰۱۷ که این حزب بدترین نتایج خود را از ۱۹۴۵ کسب کرد، مارتین شولتس از رهبری حزب کنار رفت و جای خود را به آندریا نالس داد. نالس پیش از آن نامزد رهبری گروه پارلمانی حزب سوسیال دموکرات شده بود. با این حال او در بالا بردن پایگاه عمومی حزبش توفیق چندانی کسب نکرد و نظرسنجی‌ها همچنان از تداوم ریزش حمایت عمومی از آن حکایت داشتند، تا جایی که آرای آن در انتخابات پارلمان اروپا در سال ۲۰۱۹ از حزب سبز نیز کمتر شد. نالس در ۲ ژوئن ۲۰۱۹ از رهبری حزب سوسیال دموکرات کناره‌گیری کرد. و در انتخابات رهبری حزب، نوربرت والتر بوریانس و ساسکیا اسکن به رهبری حزب انتخاب شدند. تغییر کادر رهبری حزب سوسیال دموکرات، احتمال خروج حزب از دولت ائتلافی، سقوط دولت و برگزاری انتخابات زودرس را افزایش داد. با این حال رویترز گزارش داده بود که حزب سوسیال دموکرات بیش از سقوط دولت، به دنبال رسیدن به توافقی با حزب اتحادیه برای افزایش هزینه‌های عمومی است و می‌خواهد با اهرم تهدید به خروج از دولت ائتلافی، طرح‌های خود را به پیش ببرد. در اوت ۲۰۲۰، حزب سوسیال دموکرات اولاف شولتس را (که معاون اول مرکل در دولت ائتلافی بود) به عنوان کاندیدای مقام صدارت‌عظما برای انتخابات فدرال ۲۰۲۱ معرفی کرد؛ این در حالی بود که شولتس در انتخابات رهبری حزبی از والتر بوریانس و اسکن شکست خورده بود.
در همین مدت، حزب چپ که از احزاب اپوزیسیون در بوندستاگ بود نیز تغییراتی در رهبری خود ایجاد کرد. کاتیا کیپینگ و برند ریکسینگر بعد از ۹ سال از رهبری حزب چپ کنار رفتند. در یک نشست حزبی که بطورت آنلاین در ۲۷ فوریه ۲۰۲۱ برگزار شد، یانینه ویسلر و سوزانه هنیش-ولسو به‌طور مشترک به رهبری حزب چپ رسیدند. گفته می‌شود که ویسلر به جناح چپ حزب چپ تعلق دارد، در حالی که ولسو از اعضای میانه‌روی حزب است. هر دوی این‌ها نیز موافق شرکت حزب چپ در یک دولت ائتلافی احتمالی با احزاب میانه‌روی چپ هستند. به‌خصوص که هنینش-ولسو در تشکیل دولت ائتلافی سوسیال دموکرات-چپ-سبز در ایالت تورینگن نقش مؤثری داشت.
محبوبیت حزب سبز آلمان نیز بعد از ژانویه ۲۰۱۸ که رهبران جدید خود آنالنا بائربوک و روبرت هابک را انتخاب کرد در نظرسنجی‌ها سیر صعودی پیدا کرد. این حزب در انتخابات پارلمان اروپا در سال ۲۰۱۹، انتخابات ایالتی هامبورگ در سال ۲۰۲۰ و انتخابات ایالتی بادن-وورتمبرگ در سال ۲۰۲۱ نتایج درخشانی کسب کرد.

## رقابت‌های انتخاباتی
انتخابات فدرال این دوره تحت تأثیر تصمیم صدراعظم وقت، آنگلا مرکل، برای پایان دوره صدارت خود و عدم شرکت مجدد در انتخابات قرار گرفت و نامزدهای انتخاباتی در این دوره از رقابت‌ها سعی در نشان‌دادن خود بعنوان جایگزین خوبی برای مرکل داشتند.
سیل تابستان ۲۰۲۱ در اروپا و آلمان، موضوع تغییرات اقلیمی را از ماه ژوئیه وارد بحث‌های انتخاباتی کرد. حزب سوسیال دموکرات اعلام کرد که هر کاری خواهد کرد تا روند گرمایش زمین متوقف شود، همزمان اتحادیه دموکرات مسیحی خواستار سرعت بخشیدن به تصویب قوانین حفاظت از اقلیم می‌شد. تا انتهای ماه ژوئیه، ۵۶ درصد از آلمانی‌ها معتقد بودند که سیل اخیر اهمیت بحث‌های مربوط به تغییرات آب و هوایی را بیش از پیش آشکار می‌کند و ۷۳ درصد از آنان نیز معتقد بودند که دولت در این راه اقدام کافی به عمل نیاورده است؛ در این بین تنها طرفداران و رای‌دهندگان حزب راست‌افراطی آلترناتیو برای آلمان بودند که نظری خلاف این داشتند. در اواخر ماه اوت شش شهروند آلمانی که زیر سی سال سن داشتند، در مقابل ساختمان رایشستاگ پارلمان آلمان دست به اعتصاب غذا زدند. آنان خواستار گفتگویی صادقانه با رهبران احزاب اصلی سیاسی قبل از انتخابات و ایجاد کنوانسیون متشکل از شهروندان برای تصمیم‌گیری در مورد اقدامات بلند پروازانه برای مقابله با تغییرات آب و هوایی شدند.
در روز ۱۸ ژوئیه تصویری از آرمین لاشت، نامزد حزب دموکرات مسیحی آلمان در رسانه‌ها منتشر شدن که نشان می‌داد او در شهر ارفتشتات در جریان مراسم ادای احترام به قربانیان این فاجعه، در حین سخنرانی رئیس‌جمهور آلمان فرانک والتر اشتاین‌مایر می‌خندید. با وجود عذرخواهی لاشت از این رفتار خود، وی بشدت مورد انتقاد رسانه‌ها و افکار عمومی آلمان قرار گرفت. متعاقب آن، آرای حزب اتحادیه در نظرسنجی‌های پیش از انتخابات روندی بشدت نزولی را آغاز کرد و همزمان آرای حزب سوسیال دموکرات در این نظرسنجی‌ها افزایش یافت.

### مناظره‌های تلویزیونی
| مناظره‌های انتخابات فدرال ۲۰۲۱ آلمان | مناظره‌های انتخابات فدرال ۲۰۲۱ آلمان | مناظره‌های انتخابات فدرال ۲۰۲۱ آلمان     | مناظره‌های انتخابات فدرال ۲۰۲۱ آلمان     | مناظره‌های انتخابات فدرال ۲۰۲۱ آلمان     | مناظره‌های انتخابات فدرال ۲۰۲۱ آلمان     | مناظره‌های انتخابات فدرال ۲۰۲۱ آلمان     | مناظره‌های انتخابات فدرال ۲۰۲۱ آلمان     | مناظره‌های انتخابات فدرال ۲۰۲۱ آلمان     |    |    |
| تاریخ                               | شبکه‌ها                              | ح حاضر ج جانشین د دعوت شده دن دعوت نشده | ح حاضر ج جانشین د دعوت شده دن دعوت نشده | ح حاضر ج جانشین د دعوت شده دن دعوت نشده | ح حاضر ج جانشین د دعوت شده دن دعوت نشده | ح حاضر ج جانشین د دعوت شده دن دعوت نشده | ح حاضر ج جانشین د دعوت شده دن دعوت نشده | ح حاضر ج جانشین د دعوت شده دن دعوت نشده |    |    |
| تاریخ                               | شبکه‌ها                              | CDU                                     | SPD                                     | Grüne                                   | AfD                                     | FDP                                     | Linke                                   | CSU                                     |    |    |
| ----------------------------------- | ----------------------------------- | --------------------------------------- | --------------------------------------- | --------------------------------------- | --------------------------------------- | --------------------------------------- | --------------------------------------- | --------------------------------------- | -- | -- |
| تاریخ                               | شبکه‌ها                              | ۱۷ مه ۲۰۲۱                              | تلویزیون برلین و براندنبورگ             | دن                                      | ح شولتس                                 | ح بائربوک                               | دن                                      | دن                                      | دن | دن |
| ۲۰ مه ۲۰۲۱                          | WDR، تاگسشاو۲۴                      | ح لاشت                                  | ح شولتس                                 | ح بائربوک                               | دن                                      | دن                                      | دن                                      | دن                                      |    |    |
| ۲۶ ژوئن ۲۰۲۱                        | تاگسشاو۲۴                           | ح لاشت                                  | ح شولتس                                 | ح بائربوک                               | دن                                      | دن                                      | دن                                      | دن                                      |    |    |
| ۲۹ آگوست ۲۰۲۱                       | RTL, n-tv                           | ح لاشت                                  | ح شولتس                                 | ح بائربوک                               | دن                                      | دن                                      | دن                                      | دن                                      |    |    |
| ۳۰ آگوست ۲۰۲۱                       | ZDF                                 | ج اشپان                                 | ج گیفی                                  | ج گورینگ اکارت                          | ح وایدل                                 | ح لیندنر                                | ح بارچ                                  | ح دوبرینت                               |    |    |
| ۱۲ سپتامبر ۲۰۲۱                     | das Erste, ZDF                      | ح لاشت                                  | ح شولتس                                 | ح بائربوک                               | دن                                      | دن                                      | دن                                      | دن                                      |    |    |
| ۱۳ سپتامبر ۲۰۲۱                     | ZDF                                 | دن                                      | دن                                      | دن                                      | ح وایدل                                 | ج کوبیکی                                | ح ویسلر                                 | ج بلومه                                 |    |    |
| ۱۳ سپتامبر                          | das Erste                           | دن                                      | دن                                      | دن                                      | ح وایدل                                 | ح لیندنر                                | ح ویسلر                                 | ح دوبرینت                               |    |    |
| ۱۹ سپتامبر ۲۰۲۱                     | ProSieben, Sat.1، Kabel eins        | ح لاشت                                  | ح شولتس                                 | ح بائربوک                               | دن                                      | دن                                      | دن                                      | دن                                      |    |    |
| ۲۳ سپتامبر ۲۰۲۱                     | ZDF, das Erste                      | ح لاشت                                  | ح شولتس                                 | ح بائربوک                               | ح وایدل                                 | ح لیندنر                                | ح ویسلر                                 | ح زودر                                  |    |    |

## احزاب
| نام | نام                       | نام                                                           | نام | ایدئولوژی             | نامزدهای صدراعظمی | رهبر(ان)                         | رهبر(ان) پارلمانی                  | نتایج ۲۰۱۷ | نتایج ۲۰۱۷ |
| نام | نام                       | نام                                                           | نام | ایدئولوژی             | نامزدهای صدراعظمی | رهبر(ان)                         | رهبر(ان) پارلمانی                  | آرا(%)     | کرسی‌ها     |
| --- | ------------------------- | ------------------------------------------------------------- | --- | --------------------- | ----------------- | -------------------------------- | ---------------------------------- | ---------- | ---------- |
|     | CDU/CSU                   | CDU                                                           | اتحادیه دموکرات مسیحی آلمان Christlich Demokratische Union Deutschlands                                  | دموکراسی مسیحی        | آرمین لاشت        | آرمین لاشت                       | رالف برینکهاوس                     | ۲۶٫۸٪      | ۲۴۶ از ۷۰۹ |
| CSU | CDU/CSU                   | اتحادیه سوسیال مسیحی بایرن Christlich-Soziale Union in Bayern | مارکوس زودر                                                                                              | دموکراسی مسیحی        | آرمین لاشت        | ۶٫۲٪                             | رالف برینکهاوس                     |            | ۲۴۶ از ۷۰۹ |
|     | SPD                       | SPD                                                           | حزب سوسیال دموکرات آلمان Sozialdemokratische Partei Deutschlands                                         | سوسیال دموکراسی       | اولاف شولتس       | ساسکیا اسکن نوربرت والتر-بوریانس | رولف موتزنیش                       | ۲۰٫۵٪      | ۱۵۳ از ۷۰۹ |
|     | AfD                       | AfD                                                           | آلترناتیو برای آلمان Alternative für Deutschland                                                         | محافظه‌کاری ملی‌گرایانه | TBD               | یورگ مویتن تینو شروپالا          | الکساندر گائولند آلیس وایدل        | ۱۲٫۶٪      | ۹۴ از ۷۰۹  |
|     | FDP                       | FDP                                                           | حزب دموکرات آزاد Freie Demokratische Partei                                                              | لیبرالیسم کلاسیک      | کریستیان لیندنر   | کریستیان لیندنر                  | کریستیان لیندنر                    | ۱۰٫۷٪      | ۸۰ از ۷۰۹  |
|     | Linke                     | Linke                                                         | حزب چپ Die Linke                                                                                         | سوسیالیسم دموکراتیک   | TBD               | ژانین ویسلر سوزانه هنیش-ولسو     | امیره محمدعلی دیتمار بارش          | ۹٫۲٪       | ۶۹ از ۷۰۹  |
|     | Grüne                     | Grüne                                                         | حزب سبز Bündnis 90/Die Grünen                                                                            | سیاست‌های سبز          | آنالنا بائربوک    | آنالنا بائربوک روبرت هابک        | کاترین گورینگ اکارت آنتون هوفرایتر | ۸٫۹٪       | ۶۷ از ۷۰۹  |
|     | مستقل (بدون وابستگی حزبی) | مستقل (بدون وابستگی حزبی)                                     | مارکو بولو، ورنا هارتمان، لارس هرمان، اووه کامان، ماریو میروخ، گئورگ نوسلاین، فرانک پازه‌مان، فراوکه پتری | –                     | –                 | –                                | –                                  | –          | ۰ از ۷۰۹   |

## آن دسته از اعضای پارلمان که مجدداً در انتخابات شرکت نمی‌کنند

### CDU/CSU
- ولکر کادر، CDU/CSU رئیس پیشین پارلمان[۵۷]
- گانتر لاخ[۵۸]
- آنگلا مرکل، صدراعظم فعلی[۵۹]
- میکائلا نول[۶۰]
- فرانک اشتفل[۶۱]

## نظر سنجی‌ها

### SPD
- گوستاو هرزاگ[۶۲]
- کارن مارکس[۶۳]
- ساشا رابه[۶۴]
- سون شولتز[۶۵]
- داگمار زیگلر[۶۶]

### FDP
- هرمان اوتو سولمز، بزرگ پارلمان[۶۷]

### مستقلین
- فراوک پتری، رهبر پیشینAfD[۶۸]

## نتایج اولیه
| حزب                    | حزب                                        | حوزه انتخابیه | حوزه انتخابیه | حوزه انتخابیه | لیست حزبی  | لیست حزبی | لیست حزبی | جمع کرسی‌ها | +/–  |
| حزب                    | حزب                                        | آرا           | %             | کرسی‌ها        | آرا        | %         | کرسی‌ها    | جمع کرسی‌ها | +/–  |
| ---------------------- | ------------------------------------------ | ------------- | ------------- | ------------- | ---------- | --------- | --------- | ---------- | ---- |
|                        | حزب سوسیال دموکرات آلمان (SPD)             | ۱۲٬۲۲۸٬۳۶۳    | ۲۶٫۴          | ۱۲۱           | ۱۱٬۹۴۹٬۷۵۶ | ۲۵٫۷      | ۸۵        | ۲۰۶        | +۵۳  |
|                        | اتحادیه دموکرات مسیحی (CDU)                | ۱۰٬۴۴۵٬۵۷۱    | ۲۲٫۵          | ۹۸            | ۸٬۷۷۰٬۹۸۰  | ۱۸٫۹      | ۵۳        | ۱۵۱        | −۴۹  |
|                        | اتحاد ۹۰/سبزها (GRÜNE)                     | ۶٬۴۶۵٬۵۰۲     | ۱۴٫۰          | ۱۶            | ۶٬۸۴۸٬۲۱۵  | ۱۴٫۸      | ۱۰۲       | ۱۱۸        | +۵۱  |
|                        | حزب دموکرات آزاد (FDP)                     | ۴٬۰۴۰٬۷۸۳     | ۸٫۷           | ۰             | ۵٬۳۱۶٬۶۹۸  | ۱۱٫۵      | ۹۲        | ۹۲         | +۱۲  |
|                        | آلترناتیو برای آلمان (AfD)                 | ۴٬۶۹۴٬۰۱۷     | ۱۰٫۱          | ۱۶            | ۴٬۸۰۲٬۰۹۷  | ۱۰٫۳      | ۶۷        | ۸۳         | −۱۱  |
|                        | اتحادیه سوسیال مسیحی (CSU)                 | ۲٬۷۸۷٬۹۰۴     | ۶٫۰           | ۴۵            | ۲٬۴۰۲٬۸۲۶  | ۵٫۲       | ۰         | ۴۵         | −۱   |
|                        | چپ (DIE LINKE)                             | ۲٬۳۰۶٬۷۵۵     | ۵٫۰           | ۳             | ۲٬۲۶۹٬۹۹۳  | ۴٫۹       | ۳۶        | ۳۹         | −۳۰  |
|                        | حزب رای‌دهندگان آزاد (FREIE WÄHLER)         | ۱٬۳۳۴٬۰۹۳     | ۲٫۹           | ۰             | ۱٬۱۲۷٬۱۷۱  | ۲٫۴       | ۰         | ۰          | ۰    |
|                        | حزب رفاه حیوانات                           | ۱۶۳٬۰۴۷       | ۰٫۴           | ۰             | ۶۷۴٬۷۸۹    | ۱٫۵       | ۰         | ۰          | ۰    |
|                        | حزب دموکراسی پایه آلمان                    | ۷۳۴٬۶۲۱       | ۱٫۶           | ۰             | ۶۲۸٬۴۳۲    | ۱٫۴       | ۰         | ۰          | جدید |
|                        | دی پارتای                                  | ۵۴۲٬۸۰۴       | ۱٫۲           | ۰             | ۴۶۱٬۴۸۷    | ۱٫۰       | ۰         | ۰          | ۰    |
|                        | حزب عدالت                                  | ۵٬۶۹۹         | ۰٫۰           | ۰             | ۲۱۴٬۲۸۱    | ۰٫۵       | ۰         | ۰          | جدید |
|                        | حزب دزدان دریایی آلمان (PIRATEN)           | ۶۰٬۸۴۳        | ۰٫۱           | ۰             | ۱۶۹٬۸۸۹    | ۰٫۴       | ۰         | ۰          | ۰    |
|                        | حزب وولت (Volt)                            | ۷۸٬۲۱۱        | ۰٫۲           | ۰             | ۱۶۵٬۱۵۳    | ۰٫۴       | ۰         | ۰          | جدید |
|                        | حزب دموکراتیک اکولوژیک (ÖDP)               | ۱۵۲٬۸۸۶       | ۰٫۳           | ۰             | ۱۱۲٬۳۵۱    | ۰٫۲       | ۰         | ۰          | ۰    |
|                        | حزب دموکرات ملی آلمان (NPD)                | ۱٬۰۸۹         | ۰٫۰           | ۰             | ۶۴٬۶۰۸     | ۰٫۱       | ۰         | ۰          | ۰    |
|                        | اتحادیه رای‌دهندگان اشلسویگ جنوبی (SSW)     | 34,979        | 0.1           | 0             | 55,330     | 0.1       | 1         | ۱          | +۱   |
|                        | حزب برای تحقیقات سلامت                     | ۲٬۸۴۵         | ۰٫۰           | ۰             | ۴۹٬۳۳۱     | ۰٫۱       | ۰         | ۰          | ۰    |
|                        | حزب اومانیست (Die Humanisten)              | ۱۲٬۷۲۷        | ۰٫۰           | ۰             | ۴۷٬۸۳۸     | ۰٫۱       | ۰         | ۰          | ۰    |
|                        | اتحاد C – مسیحیان برای آلمان               | ۶٬۲۱۸         | ۰٫۰           | ۰             | ۴۰٬۱۲۶     | ۰٫۱       | ۰         | ۰          | ۰    |
|                        | حزب بایرن (BP)                             | ۳۶٬۷۹۸        | ۰٫۱           | ۰             | ۳۲٬۹۰۱     | ۰٫۱       | ۰         | ۰          | ۰    |
|                        | حزب V                                      | ۱۰٬۶۷۹        | ۰٫۰           | ۰             | ۳۱٬۹۶۶     | ۰٫۱       | ۰         | ۰          | ۰    |
|                        | استقلال برای دموکراسی شهروندمدار           | ۱۳٬۴۱۵        | ۰٫۰           | ۰             | ۲۲٬۷۷۰     | ۰٫۰       | ۰         | ۰          | ۰    |
|                        | حزب خاکستری (Die Grauen)                   | ۲٬۳۵۴         | ۰٫۰           | ۰             | ۱۹٬۳۶۴     | ۰٫۰       | ۰         | ۰          | ۰    |
|                        | حزب مارکسیست لنینیست آلمان (MLPD)          | ۲۲٬۷۴۵        | ۰٫۰           | ۰             | ۱۷٬۹۹۴     | ۰٫۰       | ۰         | ۰          | ۰    |
|                        | شهرنشینان. حزب هیپ‌هاپ (du.)                | ۱٬۸۸۷         | ۰٫۰           | ۰             | ۱۷٬۸۶۱     | ۰٫۰       | ۰         | ۰          | ۰    |
|                        | حزب کمونیست آلمان (DKP)                    | ۵٬۴۳۹         | ۰٫۰           | ۰             | ۱۵٬۱۵۷     | ۰٫۰       | ۰         | ۰          | ۰    |
|                        | اتحاد حفاظت از حیوانات (Tierschutzallianz) | ۷٬۳۶۹         | ۰٫۰           | ۰             | ۱۳٬۶۸۶     | ۰٫۰       | ۰         | ۰          | ۰    |
|                        | حزب عشق اروپایی (LIEBE)                    | ۸۷۴           | ۰٫۰           | ۰             | ۱۲٬۹۴۶     | ۰٫۰       | ۰         | ۰          | جدید |
|                        | اصلاح‌گران لیبرال محافظه‌کار (LKR)           | ۱۰٬۸۲۶        | ۰٫۰           | ۰             | ۱۱٬۱۸۴     | ۰٫۰       | ۰         | ۰          | جدید |
|                        | لابی‌گران برای کودکان (LfK)                 | –             | –             | –             | ۹٬۱۹۵      | ۰٫۰       | ۰         | ۰          | جدید |
|                        | مسیر سوم (III. Weg)                        | ۵۱۳           | ۰٫۰           | ۰             | ۷٬۸۳۰      | ۰٫۰       | ۰         | ۰          | جدید |
|                        | حزب بوستان (MG)                            | ۲٬۰۹۵         | ۰٫۰           | ۰             | ۷٬۶۱۱      | ۰٫۰       | ۰         | ۰          | ۰    |
|                        | جنبش شهروندان (BÜRGERBEWEGUNG)             | ۱٬۵۵۶         | ۰٫۰           | ۰             | ۷٬۴۸۵      | ۰٫۰       | ۰         | ۰          | جدید |
|                        | دموکراسی در حرکت (DiB)                     | ۲٬۶۱۸         | ۰٫۰           | ۰             | ۷٬۲۹۱      | ۰٫۰       | ۰         | ۰          | ۰    |
|                        | دنیای انسانی (MENSCHLICHE WELT)            | ۶۵۷           | ۰٫۰           | ۰             | ۳٬۷۹۴      | ۰٫۰       | ۰         | ۰          | ۰    |
|                        | صورتی‌ها/ اتحاد ۲۱ (BÜNDNIS21)              | ۳۵۱           | ۰٫۰           | ۰             | ۳٬۵۳۷      | ۰٫۰       | ۰         | ۰          | جدید |
|                        | حزب پیشرفت (PdF)                           | –             | –             | –             | ۳٬۲۳۴      | ۰٫۰       | ۰         | ۰          | جدید |
|                        | حزب برابری سوسیالیست (SGP)                 | –             | –             | –             | ۱٬۵۳۵      | ۰٫۰       | ۰         | ۰          | ۰    |
|                        | همبستگی جنبش حقوق شهروندی (BüSo)           | ۸۲۴           | ۰٫۰           | ۰             | ۷۳۷        | ۰٫۰       | ۰         | ۰          | ۰    |
|                        | لیست اقلیمی بادن وورتمبرگ (KlimalisteBW)   | ۳٬۹۵۷         | ۰٫۰           | ۰             | –          | –         | –         | ۰          | جدید |
|                        | حزب خانواده آلمان (FAMILIE)                | ۱٬۸۱۵         | ۰٫۰           | ۰             | –          | –         | –         | ۰          | ۰    |
|                        | دموکراسی از طریق همه‌پرسی (Volksabstimmung) | ۱٬۰۸۵         | ۰٫۰           | ۰             | –          | –         | –         | ۰          | ۰    |
|                        | پلنگ خاکستری (Graue Panther)               | ۹۶۰           | ۰٫۰           | ۰             | –          | –         | –         | ۰          | جدید |
|                        | حزب میهن تورینگن (THP)                     | ۵۴۹           | ۰٫۰           | ۰             | –          | –         | –         | ۰          | جدید |
|                        | دیگران (sonstige)                          | ۲۵۸           | ۰٫۰           | ۰             | –          | –         | –         | ۰          | جدید |
|                        | حزب کوه (B*)                               | ۲۲۲           | ۰٫۰           | ۰             | –          | –         | –         | ۰          | ۰    |
|                        | سایر نامزهای مستقل                         | ۱۱۰٬۷۹۹       | ۰٫۲           | ۰             | –          | –         | –         | ۰          | ۰    |
|                        |                                            |               |               |               |            |           |           |            |      |
| آرای قبول شده          | آرای قبول شده                              | ۴۶٬۳۳۹٬۶۰۲    | ۹۸٫۹          | –             | ۴۶٬۴۱۹٬۴۴۸ | ۹۹٫۱      | –         | –          | –    |
| آرای باطله             | آرای باطله                                 | ۴۹۹٬۱۶۳       | ۱٫۱           | –             | ۴۱۹٬۳۱۷    | ۰٫۹       | –         | –          | –    |
| جمع آرا                | جمع آرا                                    | ۴۶٬۸۳۸٬۷۶۵    | ۱۰۰٫۰         | ۲۹۹           | ۴۶٬۸۳۸٬۷۶۵ | ۱۰۰٫۰     | ۴۳۶       | ۷۳۵        | +۲۶  |
| مشارکت                 | مشارکت                                     | ۶۱٬۱۶۸٬۲۳۴    | ۷۶٫۶          | –             | ۶۱٬۱۶۸٬۲۳۴ | ۷۶٫۶      | –         | –          | –    |
| منبع: Bundeswahlleiter |                                            |               |               |               |            |           |           |            |      |

| آرا                  | آرا                  | آرا | آرا    | آرا    |
| -------------------- | -------------------- | --- | ------ | ------ |
|                      |                      |     |        |        |
| حزب سوسیال دموکرات   | حزب سوسیال دموکرات   |     | ۲۵٫۷۴٪ | ۲۵٫۷۴٪ |
| حزب اتحادیه          | حزب اتحادیه          |     | ۲۴٫۰۷٪ | ۲۴٫۰۷٪ |
| سبزها                | سبزها                |     | ۱۴٫۷۵٪ | ۱۴٫۷۵٪ |
| دموکرات‌های آزاد      | دموکرات‌های آزاد      |     | ۱۱٫۴۵٪ | ۱۱٫۴۵٪ |
| آلترناتیو برای آلمان | آلترناتیو برای آلمان |     | ۱۰٫۳۵٪ | ۱۰٫۳۵٪ |
| حزب چپ               | حزب چپ               |     | ۴٫۸۹٪  | ۴٫۸۹٪  |
| رای‌دهندگان آزاد      | رای‌دهندگان آزاد      |     | ۲٫۴۳٪  | ۲٫۴۳٪  |
| حزب حفاظت از حیوانات | حزب حفاظت از حیوانات |     | ۱٫۴۵٪  | ۱٫۴۵٪  |
| حزب دموکراسی پایه    | حزب دموکراسی پایه    |     | ۱٫۳۵٪  | ۱٫۳۵٪  |
| دی پارتای            | دی پارتای            |     | ۰٫۹۹٪  | ۰٫۹۹٪  |
| سایرین               | سایرین               |     | ۲٫۵۳٪  | ۲٫۵۳٪  |

| کرسی‌های بوندستاگ     | کرسی‌های بوندستاگ     | کرسی‌های بوندستاگ | کرسی‌های بوندستاگ | کرسی‌های بوندستاگ |
| -------------------- | -------------------- | ---------------- | ---------------- | ---------------- |
|                      |                      |                  |                  |                  |
| حزب سوسیال دموکرات   | حزب سوسیال دموکرات   |                  | ۲۸٫۰۳٪           | ۲۸٫۰۳٪           |
| حزب اتحادیه          | حزب اتحادیه          |                  | ۲۶٫۶۷٪           | ۲۶٫۶۷٪           |
| سبزها                | سبزها                |                  | ۱۶٫۰۵٪           | ۱۶٫۰۵٪           |
| دموکرات‌های آزاد      | دموکرات‌های آزاد      |                  | ۱۲٫۵۲٪           | ۱۲٫۵۲٪           |
| آلترناتیو برای آلمان | آلترناتیو برای آلمان |                  | ۱۱٫۲۹٪           | ۱۱٫۲۹٪           |
| حزب چپ               | حزب چپ               |                  | ۵٫۳۱٪            | ۵٫۳۱٪            |
| SSW                  | SSW                  |                  | ۰٫۱۴٪            | ۰٫۱۴٪            |

### نتایج در ایالت‌ها
| درصد آرای لیست احزاب در هر ایالت | درصد آرای لیست احزاب در هر ایالت | درصد آرای لیست احزاب در هر ایالت | درصد آرای لیست احزاب در هر ایالت | درصد آرای لیست احزاب در هر ایالت | درصد آرای لیست احزاب در هر ایالت | درصد آرای لیست احزاب در هر ایالت | درصد آرای لیست احزاب در هر ایالت |     |     |
| ایالت                            | SPD                              | CDU/CSU                          | Grüne                            | FDP                              | AfD                              | Linke                            | Others                           |     |     |
| -------------------------------- | -------------------------------- | -------------------------------- | -------------------------------- | -------------------------------- | -------------------------------- | -------------------------------- | -------------------------------- | --- | --- |
| ایالت                            | شلسویگ-هولشتاین                  | ۲۸٫۰                             | ۲۲٫۰                             | ۱۸٫۳                             | ۱۲٫۵                             | ۶٫۸                              | Others                           | ۳٫۶ | ۸٫۷ |
| مکلنبورگ-فورپومرن                | ۲۹٫۱                             | ۱۷٫۴                             | ۷٫۸                              | ۸٫۲                              | ۱۸٫۰                             | ۱۱٫۱                             | ۸٫۴                              |     |     |
| هامبورگ                          | ۲۹٫۷                             | ۱۵٫۵                             | ۲۴٫۹                             | ۱۱٫۴                             | ۵٫۰                              | ۶٫۷                              | ۶٫۸                              |     |     |
| نیدرزاکسن                        | ۳۳٫۱                             | ۲۴٫۲                             | ۱۶٫۱                             | ۱۰٫۵                             | ۷٫۴                              | ۳٫۳                              | ۵٫۴                              |     |     |
| برمن (ایالت)                     | ۳۱٫۵                             | ۱۷٫۲                             | ۲۰٫۸                             | ۹٫۳                              | ۶٫۹                              | ۷٫۷                              | ۶٫۵                              |     |     |
| براندنبورگ                       | ۲۹٫۵                             | ۱۵٫۳                             | ۹٫۰                              | ۹٫۳                              | ۱۸٫۱                             | ۸٫۵                              | ۱۰٫۳                             |     |     |
| زاکسن-آنهالت                     | ۲۵٫۴                             | ۲۱٫۰                             | ۶٫۵                              | ۹٫۵                              | ۱۹٫۶                             | ۹٫۶                              | ۸٫۴                              |     |     |
| برلین                            | ۲۳٫۵                             | ۱۵٫۹                             | ۲۲٫۴                             | ۸٫۱                              | ۸٫۴                              | ۱۱٫۴                             | ۹٫۴                              |     |     |
| نوردراین-وستفالن                 | ۲۹٫۱                             | ۲۶٫۰                             | ۱۶٫۱                             | ۱۱٫۴                             | ۷٫۳                              | ۳٫۷                              | ۶٫۵                              |     |     |
| زاکسن                            | ۱۹٫۳                             | ۱۷٫۲                             | ۸٫۶                              | ۱۱٫۰                             | ۲۴٫۶                             | ۹٫۳                              | ۹٫۹                              |     |     |
| هسن                              | ۲۷٫۶                             | ۲۲٫۸                             | ۱۵٫۸                             | ۱۲٫۸                             | ۸٫۸                              | ۴٫۳                              | ۷٫۹                              |     |     |
| تورینگن                          | ۲۳٫۴                             | ۱۶٫۹                             | ۶٫۶                              | ۹٫۰                              | ۲۴٫۰                             | ۱۱٫۴                             | ۸٫۷                              |     |     |
| راینلاند فالتس                   | ۲۹٫۴                             | ۲۴٫۷                             | ۱۲٫۶                             | ۱۱٫۷                             | ۹٫۲                              | ۳٫۳                              | ۹٫۲                              |     |     |
| بایرن                            | ۱۸٫۰                             | ۳۱٫۷                             | ۱۴٫۱                             | ۱۰٫۵                             | ۹٫۰                              | ۲٫۸                              | ۱۳٫۹                             |     |     |
| بادن-وورتمبرگ                    | ۲۱٫۶                             | ۲۴٫۸                             | ۱۷٫۲                             | ۱۵٫۳                             | ۹٫۶                              | ۳٫۳                              | ۸٫۲                              |     |     |
| زارلاند                          | ۳۷٫۳                             | ۲۳٫۶                             | –                                | ۱۱٫۵                             | ۱۰٫۰                             | ۷٫۲                              | ۱۰٫۵                             |     |     |

### نتایج آرای لیست ایالتی هر حزب در شهرستان‌ها

حزب اتحادیه
حزب سوسیال دموکرات
حزب سبز
حزب دموکرات آزاد
حزب آلترناتیو برای آلمان
حزب چپ

درصد تغییرات آرای لیست حزبی در بین سال‌های ۲۰۱۷ تا ۲۰۲۱

## تحلیل

درصد مشارکت در انتخابات در هر شهرستان

احزاب برنده در هر حوزه انتخاباتی بر اساس رنگ حزب

نتایج آرای لیست انتخاباتی در هر ایالت

لیست کرسی‌های بوندستاگ از هر ایالت

### نتایج
حزب سوسیال دموکرات آلمان با بدست آوردن ۲۵ درصد آرا، بهترین نتیجه انتخاباتی خود را بعد از انتخابات فدرال سال ۲۰۰۵ کسب کرد و به قدرتمندترین حزب در بوندستاگ تبدیل شد. همچنین این حزب برای اولین بار از سال ۲۰۰۲ تمام کرسی‌های تک نماینده در ایالت‌های براندنبورگ و زارلند را از آن خود کرد و برنده تمام کرسی‌های حوزه‌های انتخابیه از ایالت مکلنبورگ فورپورمن شد، بخصوص حوزه انتخابیه فورپورمن-روگن-گرایفسوالد که حوزه انتخابیه آنگلا مرکل صدراعظم وقت از اتحادیه دموکرات مسیحی بود. سوسیال دموکرات‌ها همچنین برای اولین بار از سال ۲۰۰۵ تمام کرسی‌های تک نماینده از ایالت‌های زاکسن-آنهالت و تورینگن را از آن خود کردند.
حزب اتحادیه در این انتخابات بدترین نتایج تاریخ خود را ثبت کرد. بسیاری از سیاستمداران این حزب که سال‌ها نمایندگی بوندستاگ را بر عهده داشتند، در این دوره از انتخابات در حوزه‌های انتخاباتی خود از سایر رقبا شکست خوردند، از جمله وزرایی همانند آنه‌گرت کرامپ-کارنباوئر وزیر دفاع آلمان، هلگه براون رئیس دفتر صدراعظم، پتر آلتمایر وزیر امور مالی و انرژی، یولیا کلوکنر وزیر غذا و کشاورزی و هانس گئورگ ماسن رئیس اداره فدرال حفاظت از قانون اساسی. با این حال اکثر این وزرا و سیاستمداران به غیر از ماسن، با وجود شکست در حوزه انتخاباتی خود، از طریق آرای لیست حزبی به بوندستاگ راه یافتند.

### تشکیل دولت
با اعلام نتایج انتخاباتی، تشکیل یک دولت از ائتلاف سه حزب از جمله حزب سبز و حزب دموکرات آزاد در محور گفتگوهای تشکیل دولت قرار گرفت. با اینکه ادامه کار ائتلاف بزرگ با شرکت دو حزب اتحادیه دموکرات مسیحی و سوسیال دموکرات با توجه به نتایج انتخاباتی حداقل از لحاظ تئوری غیرممکن نبود، سیاستمداران این دو حزب عدم تمایل خود را برای تداوم دولت ائتلاف بزرگ برای یک دوره دیگر مدت‌ها قبل از انتخابات در طول رقابت‌های انتخاباتی و حتی بعد از انتخابات بیان کردند.
اولاف شولتس رهبر حزب سوسیال دموکرات آلمان در شب انتخابات با بیان اینکه حزبش بیشترین تعداد کرسی‌های بوندستاگ را در اختیار خواهد گرفت، آمادگی حزب خود را برای تشکیل دولت اعلام کرد. شولتس اعلام کرد که مایل است پست صدراعظم آلمان را به عهده بگیرد و برای تشکیل دولتی ائتلافی با نام به اصطلاح ائتلاف چراغ راهنما با احزاب سبز و دموکرات‌های آزاد وارد گفتگو شود. رهبران حزب دموکرات آزاد و سبزها اعلام کردند که در اولین قدم با یکدیگر برای تشکیل دولت ائتلافی وارد مذاکره می‌شوند و پس از ان در مورد دعوت از حزب سوسیال دموکرات یا اتحادیه دموکرات مسیحی برای ملحق شدن به گفتگوهای ائتلافی تصمیم خواهند گرفت. اگر گفتگوهای ائتلاف تا ۱۷ دسامبر ۲۰۲۱ به پایان نرسد، آنگلا مرکل که همچنان تا آن موقع صدراعظم آلمان خواهد بود، با مدت صدارت ۱۶ سال، رکورد هلموت کهل را برای داشتن طولانی‌ترین مدت صدارت در جمهوری فدرال آلمان خواهد شکست. با این‌حال طولانی‌ترین مدت صدارت اعظم در تاریخ آلمان به مدت نزدیک به ۲۳ سال از آن اتو فون بیسمارک صدراعظم امپراتوری آلمان در قرن نوزدهم است.
دو روز بعد از انتخابات، رهبران حزب دموکرات آزاد و حزب سبز اعلام کردند که گفتگوهای خود را آغاز کرده‌اند. این دو حزب در روز ۷ اکتبر ۲۰۲۱ برای اولین بار از حزب سوسیال دموکرات آلمان دعوت کردند که به گفتگوهای تشکیل دولت ائتلافی بپیوندد که دومین دور این گفتگوهای سه‌جانبه در روز ۱۱ اکتبر برگزار شد. در روز ۱۵ اکتبر حزب سوسیال دموکرات با برنامه‌های بلندپروازانه‌تر محیط‌زیستی که توسط حزب سبز ارائه شده بود موافقت کرد. در ادامه گفتگوهای تشکیل دولت ائتلافی که در روز ۱۷ اکتبر برگزار شد، اعضای حزب سبز آلمان به‌طور رسمی به ورود این حزب به گفتگوهای تشکیل دولت ائتلافی با احزاب سوسیال دموکرات و دموکرات‌های آزاد رای دادند. روز بعد هم بدنه حزب دموکرات‌های آزاد در رای‌گیری داخل حزبی این گفتگوها را تأیید کردند.
اعضای جدید بوندستاگ در روز ۲۶ اکتبر سوگند یاد کردند و دولت چهارم آنگلا مرکل به‌طور رسمی توسط رئیس‌جمهور آلمان فرانک والتر اشتاین‌مایر منحل شد، با این حال دولت مرکل تا زمان به نتیجه رسیدن گفتگوهای ائتلافی بین احزاب پیروز به کار خود ادامه می‌دهد.
در روز ۱۶ نوامبر دبیرکل‌های سه حزب شرکت کننده در گفتگوهای ائتلافی اعلام کردند که سندهای توافق برای تشکیل دولت به مراحل پایانی خود رسیده و در این سند تاکید شد که صدراعظم شدن اولاف شولتس رهبر حزب سوسیال دموکرات مورد توافق دو حزب دیگر ائتلاف قرار گرفته است و جزئیات این سند هفته بعد از آن اعلام خواهد شد. در روز ۲۳ نوامبر توافق برای ائتلاف موسوم به چراغ راهنمایی (ائتلاف قرمز، سبز و زرد) مرکب از احزاب سوسیال دموکرات، سبز و دموکرات آزاد نهایی شد و این توافق در بعد از ظهر روز ۲۴ دسامبر به امضای احزاب شرکت کننده رسید و زمان معرفی کابینه جدید به بوندستاگ برای ماه دسامبر تخمین زده شد.
اولاف شولتس رهبر حزب سوسیال دموکرات و گزینه محتمل برای صدراعظمی آلمان بعد از این توافق اعلام کرد که فضای گفتگوها دوستانه ولی فشرده و سرشار از اعتماد بود.
در قرارداد ائتلاف، سه حزب شرکت کننده بر سر یک سری از اصول مشترک توافق کردند؛ از جمله اینکه آلمان استفاده از زغال سنگ برای تولید انرژی را تا سال ۲۰۳۰ یعنی هشت سال زودتر از موعدی که پیش‌تر پیش‌بینی شده بود پایان دهد، حداقل حقوق در آلمان ۱۲ یورو در ساعت تعیین شود، شرایط برای اخذ شهروندی آلمان آسان‌تر شود. در این قرارداد سن رای دادن نیز ۱۶ سال تعیین شد. احزاب ائتلاف توافق کردند که آنالنا بائربوک یکی از رهبران حزب سبز وزارت امور خارجه را در اختیار بگیرد، رهبر دیگر حزب سبز روبرت هابک نیز  وزارت تازه تاسیس شده محیط زیست، انرژی و اقتصاد شود و همچنین کریستیان لیندنر رهبر حزب دموکرات‌های آزاد عهده‌دار مقام وزارت امور مالی شود. مراسم سوگند خوردن اولاف شولتس صدراعظم جدید و کابینه او برای اوایل ماه دسامبر تعیین شد. در روز ۴ دسامبر کنوانسیون حزب سوسیال دموکرات با ۹۸/۸٪ به قرارداد ائنلافی رای مثبت داد. حزب دموکرات‌های آزاد نیز در روز ۵ دسامبر با ۹۲/۴٪ تشکیل دولت ائتلافی را به تصویب رساندند.  روز بعد در روز ۶ دسامبر اعضای حزب سبز با ۸۶٪ آرا این قرارداد را تایید کردند..
بوندستاگ در روز ۸ دسامبر تشکیل جلسه داد و با مجموع ۳۹۵ رای موافق از ۷۰۷ نماینده اولاف شولتس را بعنوان صدراعظم جدید آلمان انتخاب کرد. ۳۰۳ نماینده هم به صدارت عظمای شولتس رای منفی دادند.